# Hydraena antsahabe
Hydraena antsahabe (лат.) — вид жуков-водобродок рода Hydraena из подсемейства Hydraeninae. Назван по типовому местонахождению (Antsahabe).

## Распространение
Встречаются на Мадагаскаре (провинция Анциранана, Forêt d' Antsahabe, 11,4 км 275° W Daraina).

## Описание
Водобродки мелкого размера (длина 1,37 мм), удлинённой формы. Основная окраска коричневая. Голова темно-коричневая; переднеспинка с коричневой диффузно окаймленной макулой, окружающая область светло-коричневая; надкрылья коричневые; ноги светло-коричневые, дистальная ½ последнего нижнечелюстного пальпомера не темнее. По общему габитусу сходен с Hydraena acicula; также сходен по размеру, форме и обособленности метавентральных бляшек; немного крупнее H. acicula по размеру тела (около 1,37 против 1 мм). Эдеагусы отчетливо различаются по форме основной части и парамера. Взрослые жуки, предположительно, как и близкие виды, растительноядные, личинки плотоядные.

## Классификация
Вид был впервые описан в 2017 году американским энтомологом Philip Don Perkins (Department of Entomology, Museum of Comparative Zoology, Гарвардский университет, Кембридж, США) по типовым материалам с острова Мадагаскар. Включён в состав подрода Monomadraena и видовой группы Hydraena (Monomadraena) acicula.